# Цветков, Николай Иванович (инженер-вице-адмирал)
Николай Иванович Цветков (1904—1955) — военный инженер, участник Великой Отечественной войны, начальник связи ВМС, инженер-вице-адмирал.

## Биография
Николай Иванович Цветков родился 16 декабря 1904 года в Могилёве (Белоруссия).
В ВМФ с 1922 года.
В октябре 1924 года окончил Военно-морское подготовительное училище в Петрограде и поступил в Высшего военно-морского инженерного училища имени т. Дзержинского, которое окончил в сентябре 1929 года.
После окончания училища служил связистом на эсминце «Дзержинский», с сентября 1929 года по декабрь 1931 года — старшим связистом на линкоре «Парижская коммуна».
В декабре 1931 года был назначен помощником начальника отдела связи штаба Черноморского Флота.
С мая 1935 по май 1937 года — начальник связи Северной военной флотилии.
С мая 1937 по апрель 1938 года — начальник связи Северного флота. С мая 1938 года — военинженер 2 ранга.
В мае 1938 года был репрессирован, до 1940 года находился под следствием.
В апреле 1940 года был восстановлен в кадрах ВМФ и назначен начальником 2-го отдела Управления связи ВМФ. В этой должности находился в течение Великой Отечественной войны.
В марте 1945 года назначен начальником связи Краснознамённого Балтийского флота. Принимал непосредственное участие в боевых действиях КБФ в районе Пиллау-Кёнигсберг-Данциг.
20 апреля 1945 года присвоено звание инженер-контр-адмирал.
После войны оставался в прежней должности. В феврале 1946 года назначен начальником связи Северо-Балтийского Флота (8-й флот ВМФ).
С мая 1947 по январь 1955 года — начальник связи Военно-морских сил СССР.
21 января 1951 года присвоено звание инженер-вице-адмирал.
Под редакцией Цветкова Н. И. был опубликован ряд учебных пособий и специальных учебников.
С января 1955 года — в запасе.
21 января 1955 года Н. И. Цветков скоропостижно скончался. Похоронен на Новодевичьем кладбище города Москвы.

## Награды
- Орден Ленина (1947)
- Два ордена Красного Знамени (1944, 1953)
- Орден Нахимова 2-й степени (1945)
- Орден Отечественной войны 1 степени (1943)
- Медали
- Именное оружие (1954)

## Семья
- Сын — Цветков Николай Николаевич — родился в 1931 году в Севастополе. Окончил Ленинградское нахимовское училище в 1949 году, ВВМУРЭ им. Попова в 1954 году, капитан 1 ранга[2].